# إذا هزت الرياح الرمال (فلم)
إذا هزت الرياح الرمال (بالفرنسية: Si le vent soulève les sables)، هُو فيلم دراما بلجيكي فرنسي صدر سنة 2006 وأخرجته المُخرجة البلجيكية ماريون هانسيل.

## طاقم التمثيل
- إيساكا ساوادوغو في دور ران.
- كارول كاريميرا في دور مونا.
- Asma Nouman Aden في دور ساشا.
- Emile Abossolo M'Bo في دور لاسونغ.

## وصلات خارجية
- مقالات تستعمل روابط فنية بلا صلة مع ويكي بيانات